# Maciołki
Maciołki – dzielnica Kobyłki, w województwie mazowieckim, w powiecie wołomińskim. Leży w zachodniej części Kobyłki, przy granicy z Zielonką. Do 1957 samodzielna wieś.
Jeden z najstarszych przysiółków kobyłeckich, istniejących jeszcze przed parcelacją majątku.
W latach 1867–1928 wieś w gminie Radzymin, a 1928–1954 w gminie Kobyłka w powiecie radzymińskim. 20 października 1933 utworzyła gromadę w granicach gminy Kobyłka, składającą się z wsi Maciołki, folwarku Batorówka i kolonii Chorowa Góra. Od 1 lipca 1952 w powiecie wołomińskim.
W związku z reorganizacją administracji wiejskiej jesienią 1954 Maciołki weszły w skład gromady Kobyłka.
1 stycznia 1957 gromadę Kobyłka przekształcono w osiedle, przez co Maciołki stały się integralną częścią Kobyłki, a w związku z nadaniem Kobyłce praw miejskich 1 stycznia 1969 – częścią miasta.

## Ulice
W granicach Maciołek znajdują się następujące ulice:
Ceramiczna, Czereśniowa, Dereniowa, Dworkowa, Jagodowa, Jeżynowa, Malinowa, Podleśna, Porzeczkowa, Poziomkowa, Spacerowa, Szeroka, Truskawkowa, Wesoła, Zaułek.